# Racing Cycles-Kastro Team
L'equip Racing Cycles-Kastro Team va ser un equip de ciclisme grec de categoria continental. Creat el 2007, amb l'entrada del patrocini de la Regió de Múrcia, l'equip va tenir un nombre important de ciclistes espanyols.

## Principals resultats
- Volta a Egipte: Christoph Springer (2009)
- Gran Premi de Xarm al xeic: Ivailo Gabrovski (2009)
- Volta a Bulgària: Ivailo Gabrovski (2009)
- Tour de Guadalupe: Francisco Mancebo (2010)

### A les grans voltes
- Giro d'Itàlia
  - 0 participacions

- Tour de França
  - 0 participacions

- Volta a Espanya
  - 0 participacions

## Classificacions UCI
L'equip participa en els Circuits continentals de ciclisme. La següent classificació estableix la posició de l'equip en finalitzar la temporada.
UCI Àfrica Tour
| Temporada | Classificació per equips | Millor ciclista en la classificació individual |
| --------- | ------------------------ | ---------------------------------------------- |
| 2008      | 22è                      | Nebojša Jovanović (168è)                       |
| 2009      | 8è                       | Ivailo Gabrovski (29è)                         |

UCI Amèrica Tour
| Temporada | Classificació per equips | Millor ciclista en la classificació individual |
| --------- | ------------------------ | ---------------------------------------------- |
| 2010      | 5è                       | Francisco Mancebo (8è)                         |

UCI Àsia Tour
| Temporada | Classificació per equips | Millor ciclista en la classificació individual |
| --------- | ------------------------ | ---------------------------------------------- |
| 2008      | 56è                      | Nebojša Jovanović (285è)                       |
| 2009      | 43è                      | Spas Gyurov (43è)                              |
| 2010      | 42è                      | Rafael Serrano (208è)                          |
| 2014      | 82è                      | Add Alla Mohamed Sherif (414è)                 |

UCI Europa Tour
| Temporada | Classificació per equips | Millor ciclista en la classificació individual |
| --------- | ------------------------ | ---------------------------------------------- |
| 2007      | 68è                      | Nebojša Jovanović (153è)                       |
| 2008      | 76è                      | Nebojša Jovanović (157è)                       |
| 2009      | 66è                      | Ivailo Gabrovski (85è)                         |
| 2010      | 71è                      | Francisco Mancebo (208è)                       |
| 2011      | 101è                     | Jaume Rovira (808è)                            |
| 2012      | 68è                      | Francisco José Pacheco (365è)                  |
| 2014      | 75è                      | Ivan Stević (160è)                             |